# Sady (województwo opolskie)
Sady (niem. Baumgarten) – wieś w Polsce położona w województwie opolskim, w powiecie opolskim, w gminie Niemodlin.
Wieś położona na południowy wschód od Niemodlina.

## Historia
Wieś wzmiankowana w dokumentach po raz pierwszy w 1375 roku.
W 1440 roku stanowiła własność rycerza Hansa Pange. Świadczy o tym dokument wystawiony przez Bernarda Niemodlińskiego 10 stycznia tegoż roku. Książę przekazał wtedy Hansowi Pange z Sadów (Baumgarten), jako nagrodę za wierną służbę, „stary młyn przed miastem z całym jego urządzeniem, ze stawem, lasem i wzgórzem – ze wszystkim, co od dawna do niego należy”.
W 1683 roku wieś została kupiona przez pana na Niemodlinie Zygfryda Erdmanna von Zierotin za sumę 17.000 talarów i włączona do dóbr niemodlińskich (Herrschaft Falkenberg).
Od roku 1715 Sady wraz z pobliskimi Skarbiszowicami i Wydrowicami należały do dóbr tułowickich, które po odłączeniu od dóbr niemodlińskich stały się samodzielnym państwem stanowym Herrschaft Tillowitz. Dobra szlacheckie w Sadach tworzyły dominium gospodarujące na 1 107 ha z folwarkiem, w którym hodowano niewielkie ilości trzody i bydła. Gmina wiejska liczyła 46 domów, 350 mieszkańców oraz 35 gospodarstw chłopskich i zagrodniczych, zajmujących 830 ha ziemi. W wiosce znajdował się stary cmentarz i ruiny dawnego kościoła z kamieniem nagrobnym jednego z hrabiów Pücklerów z Grodźca. Katolicy uczęszczali do kościoła w Prądach, a 98 miejscowych protestantów do kościoła ewangelickiego w Niemodlinie. Szkołę dla 120 dzieci nauczanych przez jednego nauczyciela wybudowano w Sadach w 1844 roku.
Administracyjnie Sady w latach od 1742 do 1816 należały do powiatu prudnickiego, natomiast od roku 1817 wieś weszła w skład powiatu niemodlińskiego.
W okresie międzywojennym miejscowość zamieszkiwało 500 osób, które utrzymywały się z rolnictwa i leśnictwa oraz z rzemiosła i pracy w przemyśle, kilka osób zajmowało się handlem. W 1930 roku przy pomocy kolonistów z Westfalii zostały zasiedlone tutejsze dobra szlacheckie, przy czym wykarczowano 150 ha lasu.
Po II wojnie światowej miejscowość otrzymała w 1945 roku nazwę Baruszewice zmienioną w 1946 na Sady, co jest tłumaczeniem przedwojennej historycznej nazwy Baumgarten (w 1447 wymieniana jako Bomgarte). W latach 1975–1998 miejscowość położona była w województwie opolskim.
Obecnie miejscowość liczy około 240 mieszkańców.
W Sadach urodził się w 1897 roku Wilhelm Goldmann, jeden z największych wydawców niemieckiej literatury, dzieł naukowych i popularnonaukowych, powieści kryminalnych, założyciel wydawnictwa Wilhelm Goldmann-Verlag w Lipsku. Obecnie wydawnictwo Goldmanna wchodzi w skład koncernu Bertelsmanna.